# Bóng bàn tại Đại hội Thể thao châu Á 1982
Bóng bàn được tổ chức tại Đại hội Thể thao châu Á 1982 ở New Delhi, Ấn Độ. Nội dung thi bóng bàn gồm đội, đôi và đơn dành cho nam và nữ, cũng như đôi hỗn hợp.

## Huy chương giành được
| Nội dung    | Vàng                                                                            | Bạc                                                                                          | Đồng                                                                                  |
| ----------- | ------------------------------------------------------------------------------- | -------------------------------------------------------------------------------------------- | ------------------------------------------------------------------------------------- |
| Đơn nam     | Xie Saike (CHN)                                                                 | Kiyoshi Saito (JPN)                                                                          | Seiji Ono (JPN)                                                                       |
| Đơn nam     | Xie Saike (CHN)                                                                 | Kiyoshi Saito (JPN)                                                                          | Jo Yong-Ho (PRK)                                                                      |
| Đôi nam     | Nhật Bản (JPN) · Hiroyuki Abe · Seiji Ono                                       | Hàn Quốc (KOR) · Kim Ki-Taek · Kim Wan                                                       | Trung Quốc (CHN) · Chen Xinhua · Hui Jun                                              |
| Đôi nam     | Nhật Bản (JPN) · Hiroyuki Abe · Seiji Ono                                       | Hàn Quốc (KOR) · Kim Ki-Taek · Kim Wan                                                       | Trung Quốc (CHN) · Guo Yuehua · Xie Saike                                             |
| Đội nam     | Trung Quốc (CHN) · Cai Zhenhua · Chen Xinhua · Guo Yuehua · Hui Jun · Xie Saike | Nhật Bản (JPN) · Hiroyuki Abe · Juzo Nukazuka · Seiji Ono · Kiyoshi Saito · Kenichi Sakamoto | Hàn Quốc (KOR) · Kim Ki-Taek · Kim Wan · Park Lee-Hee · Yoon Kil-Jung                 |
| Đơn nữ      | Cao Yanhua (CHN)                                                                | Tong Ling (CHN)                                                                              | Yang Young-Ja (KOR)                                                                   |
| Đơn nữ      | Cao Yanhua (CHN)                                                                | Tong Ling (CHN)                                                                              | Yoon Kyung-Mi (KOR)                                                                   |
| Đôi nữ      | Trung Quốc (CHN) · Cao Yanhua · Dai Lili                                        | Trung Quốc (CHN) · Tong Ling · Pu Qijuan                                                     | CHDCND Triều Tiên (PRK) · Chang Yong-Ok · Kim Gyong-Sun                               |
| Đôi nữ      | Trung Quốc (CHN) · Cao Yanhua · Dai Lili                                        | Trung Quốc (CHN) · Tong Ling · Pu Qijuan                                                     | CHDCND Triều Tiên (PRK) · Li Song-Suk · Lim Jong-Hwa                                  |
| Đội nữ      | Trung Quốc (CHN) · Cao Yanhua · Dai Lili · Pu Qijuan · Tong Ling                | Hàn Quốc (KOR) · An Hae-Sook · Lee Soo-Ja · Yang Young-Ja · Yoon Kyung-Mi                    | CHDCND Triều Tiên (PRK) · Chang Yong-Ok · Kim Gyong-Sun · Li Gyong-Suk · Lim Jong-Hwa |
| Đôi hỗn hợp | Trung Quốc (CHN) · Xie Saike · Cao Yanhua                                       | Trung Quốc (CHN) · Chen Xinhua · Tong Ling                                                   | Nhật Bản (JPN) · Hiroyuki Abe · Keiko Yamashita                                       |
| Đôi hỗn hợp | Trung Quốc (CHN) · Xie Saike · Cao Yanhua                                       | Trung Quốc (CHN) · Chen Xinhua · Tong Ling                                                   | Hàn Quốc (KOR) · Yoon Kil-Jung · Yoon Kyung-Mi                                        |

## Bảng huy chương
| 1    | Trung Quốc (CHN)        | 6 | 3 | 2  | 11 |
| 2    | Nhật Bản (JPN)          | 1 | 2 | 2  | 5  |
| 3    | Hàn Quốc (KOR)          | 0 | 2 | 4  | 6  |
| 4    | CHDCND Triều Tiên (PRK) | 0 | 0 | 4  | 4  |
| Tổng | Tổng                    | 7 | 7 | 12 | 26 |

## Liên kết
- ITTF Database Lưu trữ ngày 14 tháng 8 năm 2010 tại Wayback Machine